# Споменик ратницима у Медвеђи
Споменик ратницима у Медвеђи, насељеном месту на територији општине Трстеник, налази се у порти цркве Светог Николе.
На врху споменика се налази фигура орла који шири крила, док су на странама споменика уклесана имена погинулих и настрадалих. Ово је један од најстаријих споменика у трстеничком крају, пошто на њему пише да је подигнут још 1925. године, а да је каменорезац био извесни Радојко Оролић.
Интересантно је да је то једини споменик на коме су исклесана имена погинулих бораца још из ратова 1876—1878. којих има 25, док из ратова 1912—1919. године стоје имена 233 погинулих ратника, а ту је још и 11 имена из периода Другог светског рата 1944—1945. године. Поред споменика постављене су две спомен плоче са именима два учесника рата у Хрватској, 1991. године и током НАТО бомбардовања Србије, 1999. године.